# Championnat d'Argentine de football 1978
Navigation
Saison précédente Saison suivante
La saison 1978 du Championnat d'Argentine de football était la 48e édition professionnelle de la première division argentine.
La saison argentine comporte 2 championnats. Dans le championnat Metropolitano, les 21 clubs sont regroupés en une poule unique où chaque formation rencontre deux fois tous ses adversaires, à domicile et à l'extérieur. Le championnat Nacional regroupe les mêmes clubs ainsi que les 13 meilleurs clubs des championnats régionaux, les équipes sont réparties en 4 poules où elles s'affrontent deux fois. Les deux  premiers de chaque poule participent à la phase finale pour le titre. Il peut donc y avoir 2 champions par saison.
Cette saison voit la victoire du Quilmes, dans le championnat Metropolitano, c'est le 2e fois de champion d'Argentine de l'histoire du club. Quant au championnat Nacional, il est remporté par le Independiente, sacré pour la 12e fois.

## Les 21 clubs participants
| \| Bs Aires La Plata Santa Fe Rosario \| Villes représentées lors de la saison 1978 (Championnat Metropolitano) |
| Bs Aires La Plata Santa Fe Rosario                                                                              |

- Boca Juniors
- San Lorenzo de Almagro
- River Plate
- Racing Club
- Independiente
- Rosario Central
- Gimnasia y Esgrima (La Plata)
- Huracán
- Quilmes
- Chacarita Juniors
- Vélez Sársfield
- Argentinos Juniors
- Estudiantes (La Plata)
- Atlanta
- Newell's Old Boys (Rosario)
- All Boys
- Banfield
- Unión (Santa Fe)
- Platense
- Colón (Santa Fe)
- Estudiantes (Caseros) - Promu de Segunda División

## Première phase

### Championnat Metropolitano
Tous les classements sont établis en utilisant le barème suivant :
- Victoire : 2 points
- Match nul : 1 point
- Défaite, forfait ou abandon : 0 point

| Rang | Équipe                        | Pts | J  | G  | N  | P  | Bp | Bc | Diff |
| ---- | ----------------------------- | --- | -- | -- | -- | -- | -- | -- | ---- |
| 1    | Quilmes                       | 54  | 40 | 22 | 10 | 8  | 53 | 41 | +12  |
| 2    | Boca Juniors (CL)             | 53  | 40 | 20 | 13 | 7  | 58 | 45 | +13  |
| 3    | Unión (Santa Fe)              | 52  | 40 | 20 | 12 | 8  | 58 | 36 | +22  |
| 4    | San Lorenzo de Almagro        | 47  | 40 | 17 | 13 | 10 | 47 | 41 | +6   |
| 5    | Argentinos Juniors            | 46  | 40 | 17 | 12 | 11 | 66 | 52 | +14  |
| 6    | River Plate (T)               | 45  | 40 | 16 | 13 | 11 | 59 | 47 | +12  |
| 7    | Newell's Old Boys (Rosario)   | 44  | 40 | 14 | 16 | 10 | 52 | 36 | +16  |
| 8    | Independiente                 | 43  | 40 | 15 | 13 | 12 | 69 | 54 | +15  |
| 9    | Racing Club                   | 42  | 40 | 15 | 12 | 13 | 58 | 46 | +12  |
| 10   | Rosario Central               | 42  | 40 | 13 | 16 | 11 | 43 | 32 | +11  |
| 11   | Gimnasia y Esgrima (La Plata) | 40  | 40 | 11 | 18 | 11 | 41 | 44 | -3   |
| 12   | Colón (Santa Fe)              | 39  | 40 | 14 | 11 | 15 | 60 | 59 | +1   |
| 13   | Atlanta                       | 37  | 40 | 10 | 17 | 13 | 49 | 56 | -7   |
| 14   | Estudiantes (La Plata)        | 36  | 40 | 13 | 10 | 17 | 59 | 51 | +8   |
| 15   | Huracán                       | 36  | 40 | 11 | 13 | 16 | 47 | 46 | +1   |
| 16   | Vélez Sársfield               | 35  | 40 | 10 | 15 | 15 | 35 | 39 | -4   |
| 17   | All Boys                      | 31  | 40 | 10 | 11 | 19 | 34 | 58 | -24  |
| 18   | Chacarita Juniors             | 31  | 40 | 11 | 9  | 20 | 39 | 69 | -30  |
| 19   | Platense                      | 30  | 40 | 8  | 14 | 18 | 41 | 63 | -22  |
| 20   | Banfield                      | 29  | 40 | 7  | 15 | 18 | 43 | 66 | -23  |
| 21   | Estudiantes (Caseros) (P)     | 29  | 40 | 8  | 13 | 19 | 43 | 73 | -30  |

|  | Qualification pour la Copa Libertadores 1979                                                        |
|  | Relégation directe en Segunda Division                                                              |
|  | (T) : Tenant du titre (P) : Promu de Segunda Division (CL) : Vainqueur de la Copa Libertadores 1978 |

## Deuxième phase

### Championnat Nacional
| \| Bs Aires La Plata Rosario Santa Fe Palpalá Mar del Plata Tucumán Mendoza Salta Córdoba LG San Martín General Roca Paraná \| Villes représentées lors de la saison 1978 (Championnat Nacional) |
| Bs Aires La Plata Rosario Santa Fe Palpalá Mar del Plata Tucumán Mendoza Salta Córdoba LG San Martín General Roca Paraná                                                                         |

Tous les clubs ayant participé au championnat Metropolitano (excepté les 2 relégués) et les 13 meilleures équipes régionales sont réparties en quatre poules où les clubs s'affrontent deux fois, à domicile et à l'extérieur. Les deux premiers de chaque poule sont qualifiés pour la phase finale pour le titre.

#### Poule A
| Rang | Équipe                      | Pts | J  | G | N | P  | Bp | Bc | Diff |
| ---- | --------------------------- | --- | -- | - | - | -- | -- | -- | ---- |
| 1    | Talleres (Córdoba)          | 21  | 14 | 9 | 3 | 2  | 37 | 17 | +20  |
| 2    | Racing Club                 | 19  | 14 | 8 | 3 | 3  | 21 | 14 | +7   |
| 3    | Newell's Old Boys (Rosario) | 18  | 14 | 7 | 4 | 3  | 27 | 19 | +8   |
| 4    | Atlético Ledesma (Jujuy)    | 15  | 14 | 5 | 5 | 4  | 23 | 22 | +1   |
| 5    | Ferro Carril Oeste          | 15  | 14 | 6 | 3 | 5  | 23 | 22 | +1   |
| 6    | Estudiantes (La Plata)      | 10  | 14 | 5 | 0 | 9  | 28 | 31 | -3   |
| 7    | All Boys                    | 10  | 14 | 2 | 6 | 6  | 16 | 26 | -10  |
| 8    | Juventud Antoniana (Salta)  | 4   | 14 | 0 | 4 | 10 | 16 | 40 | -24  |

|  | Qualification pour la phase finale |

#### Poule B
| Rang | Équipe                       | Pts | J  | G | N | P  | Bp | Bc | Diff |
| ---- | ---------------------------- | --- | -- | - | - | -- | -- | -- | ---- |
| 1    | Unión (Santa Fe)             | 21  | 14 | 9 | 3 | 2  | 22 | 6  | +16  |
| 2    | Huracán                      | 19  | 14 | 7 | 5 | 2  | 31 | 18 | +13  |
| 3    | Atlético Tucumán             | 19  | 14 | 8 | 3 | 3  | 24 | 12 | +12  |
| 4    | Boca Juniors                 | 15  | 14 | 7 | 1 | 6  | 19 | 25 | -6   |
| 5    | Patronato (Entre Rios)       | 13  | 14 | 4 | 5 | 5  | 17 | 21 | -4   |
| 6    | Chacarita Juniors            | 12  | 14 | 4 | 4 | 6  | 20 | 23 | -3   |
| 7    | Gimnasia y Esgrima (Mendoza) | 10  | 14 | 4 | 2 | 8  | 17 | 25 | -8   |
| 8    | Platense                     | 3   | 14 | 0 | 3 | 11 | 9  | 29 | -20  |

|  | Qualification pour la phase finale |

#### Poule C
| Rang | Équipe                        | Pts | J  | G | N | P | Bp | Bc | Diff |
| ---- | ----------------------------- | --- | -- | - | - | - | -- | -- | ---- |
| 1    | Independiente (T)             | 21  | 14 | 9 | 3 | 2 | 31 | 16 | +15  |
| 2    | Vélez Sársfield               | 21  | 14 | 8 | 5 | 1 | 20 | 14 | +6   |
| 3    | Gimnasia y Esgrima (La Plata) | 17  | 14 | 6 | 5 | 3 | 22 | 13 | +9   |
| 4    | Racing (Córdoba)              | 14  | 14 | 5 | 4 | 5 | 17 | 16 | +1   |
| 5    | Deportivo Roca (Rio Negro)    | 14  | 14 | 5 | 4 | 5 | 12 | 14 | -2   |
| 6    | Rosario Central               | 10  | 14 | 2 | 6 | 6 | 9  | 14 | -5   |
| 7    | Argentinos Juniors            | 9   | 14 | 4 | 1 | 9 | 17 | 26 | -9   |
| 8    | Altos Hornos Zapla (Jujuy)    | 6   | 14 | 1 | 4 | 9 | 14 | 29 | -15  |

|  | Qualification pour la phase finale |
|  | (T) : Tenant du titre              |

#### Poule D
| Rang | Équipe                   | Pts | J  | G  | N | P | Bp | Bc | Diff |
| ---- | ------------------------ | --- | -- | -- | - | - | -- | -- | ---- |
| 1    | River Plate              | 23  | 14 | 10 | 3 | 1 | 35 | 13 | +22  |
| 2    | Colón (Santa Fe)         | 17  | 14 | 7  | 3 | 4 | 23 | 15 | +8   |
| 3    | San Martín (Mendoza)     | 16  | 14 | 7  | 2 | 5 | 22 | 22 | 0    |
| 4    | Atlanta                  | 13  | 14 | 3  | 7 | 4 | 22 | 23 | -1   |
| 5    | San Martín (Tucumán)     | 12  | 14 | 4  | 4 | 6 | 24 | 22 | +2   |
| 6    | Quilmes                  | 11  | 14 | 4  | 3 | 7 | 16 | 27 | -11  |
| 7    | Alvarado (Mar del Plata) | 10  | 14 | 3  | 4 | 7 | 20 | 28 | -8   |
| 8    | San Lorenzo de Almagro   | 10  | 14 | 3  | 4 | 7 | 13 | 25 | -12  |

|  | Qualification pour la phase finale |

#### Phase finale
|  | Quarts de finale | Quarts de finale   | Quarts de finale   | Quarts de finale   |                  |                  | Demi-finales | Demi-finales | Demi-finales | Demi-finales |  |  | Finale | Finale | Finale | Finale |
|  |                  |                    |                    |                    |                  |                  |              |              |              |              |  |  |        |        |        |        |
|  |                  |                    |                    |                    |                  |                  |              |              |              |              |  |  |        |        |        |        |
|  |                  |                    |                    |                    |                  |                  |              |              |              |              |  |  |        |        |        |        |
|  | 2e A             | Racing Club        | 1                  | 0                  |                  |                  |              |              |              |              |  |  |        |        |        |        |
|  | 2e A             | Racing Club        | 1                  | 0                  |                  |                  |              |              |              |              |  |  |        |        |        |        |
|  | 1er B            | Unión (Santa Fe)   | 2                  | 1                  |                  |                  |              |              |              |              |  |  |        |        |        |        |
|  | 1er B            | Unión (Santa Fe)   | 2                  | 1                  | Unión (Santa Fe) | Unión (Santa Fe) | 0            | 1            |              |              |  |  |        |        |        |        |
|  |                  |                    |                    |                    | Unión (Santa Fe) | Unión (Santa Fe) | 0            | 1            |              |              |  |  |        |        |        |        |
|  |                  |                    | River Plate        | River Plate        | 1                | 1                |              |              |              |              |  |  |        |        |        |        |
|  | 1er D            | River Plate        | River Plate        | River Plate        | 1                | 1                | 2            | 1            |              |              |  |  |        |        |        |        |
|  | 1er D            | River Plate        |                    |                    |                  |                  |              | 1            |              |              |  |  |        |        |        |        |
|  | 2e C             | Vélez Sarsfield    | 0                  | 2                  |                  |                  |              |              |              |              |  |  |        |        |        |        |
|  | 2e C             | Vélez Sarsfield    | 0                  | 2                  | River Plate      | River Plate      | 0            | 0            |              |              |  |  |        |        |        |        |
|  |                  |                    |                    |                    | River Plate      | River Plate      | 0            | 0            |              |              |  |  |        |        |        |        |
|  |                  |                    | Independiente      | Independiente      | 0                | 2                |              |              |              |              |  |  |        |        |        |        |
|  | 2e D             | Colón (Santa Fe)   | Independiente      | Independiente      | 0                | 2                | 2            | 0            |              |              |  |  |        |        |        |        |
|  | 2e D             | Colón (Santa Fe)   |                    |                    |                  |                  |              |              |              |              |  |  |        |        |        |        |
|  | 1er C            | Independiente      | 2                  | 2                  |                  |                  |              |              |              |              |  |  |        |        |        |        |
|  | 1er C            | Independiente      | 2                  | 2                  | Independiente    | Independiente    | 2            | 2            |              |              |  |  |        |        |        |        |
|  |                  |                    |                    |                    | Independiente    | Independiente    | 2            | 2            |              |              |  |  |        |        |        |        |
|  |                  |                    | Talleres (Córdoba) | Talleres (Córdoba) | 1                | 1                |              |              |              |              |  |  |        |        |        |        |
|  | 2e B             | Huracán            | Talleres (Córdoba) | Talleres (Córdoba) | 1                | 1                | 2            | 0            |              |              |  |  |        |        |        |        |
|  | 2e B             | Huracán            |                    |                    |                  |                  |              | 0            |              |              |  |  |        |        |        |        |
|  | 1er A            | Talleres (Córdoba) | 1                  | 3                  |                  |                  |              |              |              |              |  |  |        |        |        |        |
|  | 1er A            | Talleres (Córdoba) | 1                  | 3                  |                  |                  |              |              |              |              |  |  |        |        |        |        |
|  |                  |                    |                    |                    |                  |                  |              |              |              |              |  |  |        |        |        |        |

## Bilan de la saison
| Championnat d'Argentine de football 1978                             |                                                                         |
| Champion                                                             | Metropolitano : Quilmes (2e titre) Nacional : Independiente (12e titre) |
| Qualifications continentales                                         |                                                                         |
| Copa Libertadores 1979                                               | Boca Juniors (tenant)                                                   |
| Copa Libertadores 1979                                               | Quilmes                                                                 |
| Copa Libertadores 1979                                               | Independiente                                                           |
| Promotions et relégations                                            |                                                                         |
| Promus en Championnat d'Argentine de football                        | Ferro Carril Oeste                                                      |
| Relégués en Championnat d'Argentine de football de deuxième division | Banfield                                                                |
| Relégués en Championnat d'Argentine de football de deuxième division | Estudiantes (Caseros)                                                   |